# Ярмаківська сільська рада
Ярмаківська сільська рада — колишній орган місцевого самоврядування в Миргородському районі Полтавської області з центром в селі Ярмаки.

## Населені пункти
Сільраді були підпорядковані населені пункти:
- c. Ярмаки
- с. Ємці
- с. Єрки

## Пам'ятки
На території сільської ради розташована найбільша частина (495,6 га) ландшафтного заказника місцевого значення «Ярмаківський».